# Adolph Meaubert
Ernst Heinrich Adolph Meaubert (* 26. Januar 1827 in Braunschweig; † 24. Januar 1890 in Colditz) war ein deutscher Regisseur und Schauspieler.

## Leben
Adolph Meaubert war der Sohn des Schauspielers Eduard Meaubert und Ehemann der Schauspielerin Henriette Meaubert (1832–1893), geb. Scheller. Er erhielt seine Ausbildung bei dem Dresdner Hofschauspieler Friedrich Wilhelm Porth (1800–1874) und bei Rudolph Heese († 1870) in Dresden.
Sein erstes Engagement trat er 1844 am Theater Bautzen (damals: Bautzener Theater) an. Zunächst arbeitete er anschließend als Theaterdarsteller und -regisseur in Reval, Freiburg im Breisgau, am Berliner Hoftheater, in Detmold und am Wallner-Theater in Berlin.
Ab 1856 wirkte er bis 1866 zehn Jahre lang in den USA. Er trat dort an Bühnen in New York (1856/58), Philadelphia, San Francisco und Baltimore (1865/67) auf. Meaubert war unter anderem von 1858 bis 1861 Theaterleiter (Direktor) des im August 1858 wiedereröffneten „Deutschen Theaters“ in Philadelphia, in der Spielzeit 1859/60 Regisseur am „New Yorker Stadttheater“, in den 1860er Jahren (1861–65) Direktor des Deutschen Theaters in San Francisco, wo er auch Regie führte, und ab 1865 Direktor des „Concordia-Theaters“ in Baltimore. Im Dezember 1863 wurde am „Deutschen Theater“ in San Francisco unter Meauberts Mitwirkung das Volksstück Preciosa von Pius Alexander Wolff mit der Bühnenmusik von Carl Maria von Weber aufgeführt. 1863 und 1864 stand er am „Deutschen Theater“ in San Francisco als Harpagon in Der Geizige auf der Bühne. 1864 versuchte Meaubert, das Metropolitan Theatre in San Francisco wiederzueröffnen, jedoch ohne Erfolg.
Nach seiner Rückkehr nach Deutschland war er 1867–1868 am Berliner Kroll-Theater, anschließend in Stettin (1868–1870) und zuletzt von 1870 bis 1873 am Stadttheater Mainz tätig.
1874 begann er unter einer psychischen Störung zu leiden. Er starb 1890 in der „Irrenanstalt“ Colditz.